# Ottone I di Ravensberg
Ottone di Calvelage in tedesco: Otto I. (Ravensberg) (inizio secolo XII – 1170) è stato un nobile tedesco, fu conte di Ravensberg, dal 1144 circa alla sua morte.

## Origine
Ottone, secondo il Zeitschrift für vaterländische Geschichte und Altertumskunde, Volume 1, era il figlio maschio primogenito del conte di Ravensberg, Ermanno I e della moglie Giuditta di Zütphen, figlia del conte Ottone II. di Zutphen.

Ermanno I di Ravensberg, secondo Annalista Saxo, era l'unico figlio del conte di Calvelage, Ermanno I e della moglie, Etelinda di Northeim, che, sempre secondo Annalista Saxo, era la figlia maggiore di Ottone di Northeim, duca di Baviera (r. 1060-1070) e di sua moglie Richenza, figlia di Ottone II, duca di Svevia (ricerche recenti hanno però contestato questa filiazione, e sembra che Ottone II di Lotaringia in realtà non ebbe nessun figlio).

## Biografia
Ottone viene citato per la prima volta in un documento del 1141 dell'arcivescovo di Colonia, Arnold von Randerath.
Non si conosce la data esatta della morte del padre Ermanno I (intorno al 1144); Ottone gli succedette come ci viene confermato dagli Annales Stadenses
Nel 1152 fu testimone di una donazione del duca di Sassonia, Enrico il Leone
Insieme a suo fratello, Enrico, fu testimone nel 1158 della questione dell'atto imperiale garante della libertà dell'arcivescovado di Amburgo-Brema.
Nel 1162, Ottone, assieme a suo fratello, Enrico, fu, secondo il Mainz Urkunden 12th Century (non consultato), testimone di una donazione del duca di Sassonia, Enrico il Leone, ora anche duca di Baviera
Secondo il documento n° CCCXXXV del Regesta Historiae Westfaliae, nel 1166, Ottone fece una donazione assieme alla moglie Oda, al figlio, Ermanno, ed al fratello, Enrico (Otto comes de Ravensberg et Uda comitissa cum filio suo Hermanno et comes Henricus frater Ottonis), col consenso della sorella Edvige, contessa di Dale e del di lei figlio, Enrico (sorore ipsorum Hadwige comitissa de Dale cum filio suo Henrico).
Ottone fu menzionato per l'ultima volta come testimone nella lettera di fondazione dell'arcivescovo Philipp von Heinsberg per il monastero di Bredelar nel 1170, ed in quello stesso anno morì; gli succedette il figlio, Ermanno, come Ermanno II, associato allo zio, Enrico.

## Matrimonio e figli
Ottone aveva sposato Uda (o Oda), di cui non si conoscono gli ascendenti.
Ottone da Oda ebbe un figlio:
- Ermanno[7] († circa 1221), Conte di Ravensberg, come ci viene confermato dalla Arnoldi Chronica Slavorum II[9].

### Fonti primarie
- (LA)  Regesta Historiae Westfaliae.
- (LA)  Monumenta Germaniae Historica, Scriptores, Tomus VI .
- (LA)  Monumenta Germaniae Historica, Scriptores, Tomus XVI .
- (LA)  Monumenta Germaniae Historica, Scriptores, Tomus XXI .

### Letteratura storiografica
- (DE)  #ES Zeitschrift für vaterländische Geschichte und Altertumskunde, Volume 1